# サッシャ・ルーツ
サッシャ・ルーツ（Sascha Lutz、1983年9月29日 - ）は、ドイツ出身の野球選手。ポジションは外野手。ドイツ代表でのチームメイトで、MLB・シンシナティ・レッズでプレーするドナルド・ルーツは実弟。父親がドイツ系アメリカ人、母親がドイツ人であるため、兄弟とも米独の二重国籍である。

## 経歴
2007年に野球ブンデスリーガで全体4位となる打率.456の成績を残し、チームの優勝に大きく貢献した。出塁率.556は、ドイツ球界の誇る怪物打者・シモン・ゲーリングに次ぐ2位という好成績であった。その年の欧州野球選手権で代表デビューを果たすと、いきなり8試合で打率.419、3盗塁、7得点という活躍を見せ、当時米国のマイナーでプレーしていたロジャー・バーナディーナ(オランダ)、ダニー・フィゲロア(スペイン)らとともに大会ベストナインに選出された。
武器とする俊足攻守に加え、状況によって自在に役割を変える器用さも持ち合わせており、北京オリンピック世界最終予選の対スペイン戦においては、1点ビハインドの場面で見事本塁打を放ってみせた。まだ代表経験は浅いものの、早くも欧州を代表する外野手の一人として認知されつつある。